# Rutherfordio
El rutherfordio (anteriormente llamado kurchatovio) es un elemento químico de la tabla periódica cuyo símbolo es Rf y su número atómico es 104. Su nombre fue elegido en honor del Barón Ernest Rutherford, científico colaborador del modelo atómico y física nuclear. Este es un elemento sintético altamente radiactivo cuyo isótopo más estable es el 261Rf con una vida media de aproximadamente 13 horas.
En la tabla periódica de los elementos, es un elemento del bloque d y el segundo de los elementos de transición de la cuarta fila. Es un miembro del 7.º período y pertenece al grupo 4 de elementos. Los experimentos químicos han confirmado que el rutherfordio se comporta como el homólogo más pesado del hafnio del grupo 4. Las propiedades químicas del rutherfordio se caracterizan sólo parcialmente. Se comparan bien con la química de los otros elementos del grupo 4, aunque algunos cálculos habían indicado que el elemento podría mostrar propiedades significativamente diferentes debido a la efectos relativistas.
En la década de 1960, se produjeron pequeñas cantidades de rutherfordio en el Instituto Conjunto de Investigación Nuclear en la Unión Soviética y en el Laboratorio Nacional Lawrence Berkeley en California. La prioridad del descubrimiento y, por tanto, el nombre del elemento se disputó entre científicos soviéticos y estadounidenses, y no fue hasta 1997 cuando la Unión Internacional de Química Pura y Aplicada (IUPAC) estableció el rutherfordio como nombre oficial del elemento.

## Historia
El rutherfordio fue sintetizado por primera vez en 1964 en el Instituto Conjunto para la Investigación Nuclear en Dubna (Rusia). Los investigadores bombardearon plutonio con iones de neón acelerados a 113 - 115 MeV, y sostuvieron haber encontrado trazas de fisión nuclear sobre un vidrio de tipo especial, con un microscopio, que indicaban la presencia del nuevo elemento.
En 1969 los investigadores de la Universidad de California, Berkeley, sintetizaron el elemento sobreponiendo 249Cf y 12C en colisiones a alta energía. El grupo de Berkeley afirmó también no haber podido reproducir el método usado por los investigadores soviéticos.
Este hecho llevó a una controversia sobre el nombre del elemento; puesto que los soviéticos que sostenían haberlo sintetizado en Dubna propusieron Dubnio (Db), y también Kurchatovio (Ku) para el elemento 104, en honor de Ígor Vasílievich Kurchátov (1903-1960), exjefe de la investigación nuclear soviética. Los estadounidenses en cambio, propusieron Rutherfordio (Rf) en honor de Ernest Rutherford un famoso físico nuclear neozelandés. La International Union of Pure and Applied Chemistry (IUPAC) adoptó temporalmente el nombre Unnilquadium (Unq), según la denominación sistemática de elementos, hasta que en 1997 la disputa se resolvió con la adopción del nombre actual.

## Predicción de propiedades
Se han medido muy pocas propiedades del rutero o de sus compuestos; esto se debe a su producción extremadamente limitada y costosa y al hecho de que el rutero (y sus progenitores) decae muy rápidamente. Se han medido algunas propiedades singulares relacionadas con la química, pero las propiedades del rutherfordium metálico siguen siendo desconocidas y sólo se dispone de predicciones.

### Química
El rutfordio es el primer elemento transactínido y el segundo miembro de la serie 6d de los metales de transición. Los cálculos sobre su potencial de ionización, radio atómico, así como los radios, energías orbitales y niveles básicos de sus estados ionizados son similares a los del hafnio y muy diferentes a los del plomo. Por lo tanto, se concluyó que las propiedades básicas del rutherfordio se asemejarían a las de otros elementos del grupo 4, por debajo del titanio, zirconio, y hafnio. Algunas de sus propiedades se determinaron mediante experimentos en fase gaseosa y química acuosa. El estado de oxidación +4 es el único estado estable para los dos últimos elementos y, por lo tanto, el rutherfordio también debería exhibir un estado estable +4. Además, también se espera que el rutherfordio pueda formar un estado +3 menos estable. El potencial estándar de reducción del par Rf4+/Rf se predice sería mayor que −1.7 V.
Las predicciones iniciales de las propiedades químicas del rutherfordio se basaron en cálculos que indicaban que los efectos relativistas en la capa de electrones podrían ser lo suficientemente fuertes como para que los orbitales 7p tuvieran un nivel de energía más bajo que los orbitales 6d, lo que le otorgaba una configuración electrónica de valencia de 6d1 7s2 7p1 o incluso 7s2 7p2, lo que hace que el elemento se comporte más como plomo que como hafnio. Con mejores métodos de cálculo y estudios experimentales de las propiedades químicas de los compuestos de rutherfordio se podría demostrar que esto no sucede y que, en cambio, el rutherfordio se comporta como el resto de los elementos del grupo 4. Más tarde se demostró en cálculos ab initio con un alto nivel de precisión que el átomo de Rf tiene un estado fundamental con la configuración de valencia 6d2 7s2 y la configuración de valencia de estado bajo excitado 6d1 7s2 7p1 con una energía de excitación de solo 0.3–0.5 eV.
De manera análoga al circonio y al hafnio, el rutherfordio se proyecta para formar un óxido refractario muy estable, RfO2 . Reacciona con los halógenos para formar tetrahaluros, RfX4 , que se hidrolizan al contacto con el agua para formar oxihaluros RfOX2. Los tetrahaluros son sólidos volátiles que existen como moléculas tetraédricas monoméricas en la fase de vapor.
En la fase acuosa, el ion Rf4+ se hidroliza menos que el titanio (IV) y en un grado similar al del zirconio y el hafnio, dando como resultado el ion RfO2+. El tratamiento de los haluros con iones de haluros promueve la formación de iones complejos. El uso de iones de cloruro y bromuro produce los complejos de hexahaluro RfCl2−6 y RfBr2−6. Para los complejos de fluoruro, el circonio y el hafnio tienden a formar complejos hepta y octa. Por lo tanto, para el ion rutherfordio más grande, los complejos RfF2−6, RfF3−7 y RfF4−8 es posible.

### Físicas y atómicas
Se cree que el rutherfordio es un sólido en condiciones normales y se supone posee una estructura cristalina hexagonal compacta (c/a = 1.61), similar a su congénero más liviano el hafnio. Debería ser un metal pesado con una densidad de alrededor de 17 g/cm3. El radio atómico del rutherfordio se cree es de unos 150 pm. A causa de la estabilización relativista del orbital 7s y la desetabilización del orbital 6d, los iones Rf+ y Rf2+ se predice que proveen electrones 6d en vez de electrones 7s, que es lo opuesto al comportamiento de sus homólogos más livianos. Al estar sometido a presiones elevadas (calculadas podrán ser de unos 72 o ~50 GPa), el rutherfordio se espera que sufra una transición a una estructura cristalina cúbica de cuerpo centrado; el hafnio se transforma en esta estructura a presiones de 71±1 GPa, pero posee una estructura ω intermedia que lo transforma a 38±8 GPa que no estaría presente en el rutherfordio.

## Química experimental
| Fórmula   | Nombres                                                                                     |
| --------- | ------------------------------------------------------------------------------------------- |
| RfCl4     | tetracloruro de rutherfordio, cloruro de rutherfordio(IV)                                   |
| RfBr4     | tetrabromuro de rutherfordio, bromuro de rutherfordio(IV)                                   |
| RfOCl2    | oxicloruro de rutherfordio, cloruro de rutherfordilo(IV), rutherfordio(IV) dichloride oxide |
| [RfCl6]2− | hexaclororutherfordato(IV)                                                                  |
| [RfF6]2−  | hexafluorutherfordato(IV)                                                                   |
| K2[RfCl6] | potasio hexaclororutherfordatoe(IV)                                                         |

### Fase gaseosa

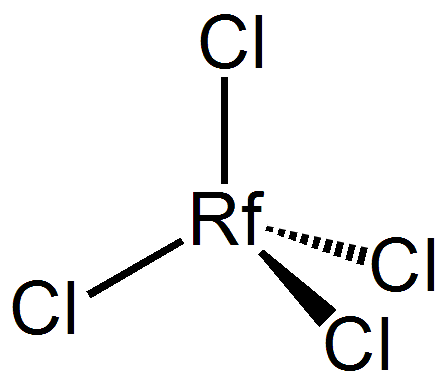
La estructura tetrahédrica de la molécula de RfCl_{4}.

Los primeros trabajos sobre el estudio de la química del rutherfordio se centraron en la termocromatografía de gases y la medición de las curvas de adsorción de la temperatura de deposición relativa. El trabajo inicial se llevó a cabo en Dubna en un intento de reafirmar su descubrimiento del elemento. El trabajo reciente es más confiable con respecto a la identificación de los radioisótopos originales de rutherfordio. El isótopo 261mRf fue utilizado para estos estudios, si bien el isótopo 267Rf con una vida más larga (producido en la cadena de decaimiento de 291Lv, 287Fl, y 283Cn) puede ser apropiado para futuros experimentos. Los experimentos se basaron en la expectativa de que el rutherfordio comenzaría la nueva serie 6d de elementos y, por lo tanto, debería formar un tetracloruro volátil debido a la naturaleza tetraédrica de la molécula. El cloruro de ruterfordio (IV) es más volátil que su homólogo más ligero cloruro de hafnio (IV) (HfCl4) porque sus enlaces son más covalentes
Una serie de experimentos confirmaron que el rutherfordio se comporta como un miembro típico del grupo 4, formando un cloruro tetravalente (RfCl4) y también bromuro (RfBr4) como también un oxicloruro (RfOCl2). Se ha observado una menor volatilidad del RfCl
4 cuando se incorpora cloruro de potasio como la fase sólida en vez de gas, altamente indicativa de la formación de la sal mixta K
2RfCl
6 no volátil.

### Fase acuosa
Se sospecha que el Rutherfordio posee la configuración electrónica [Rn]5f14 6d2 7s2 y por lo tanto se comporta como el homólogo pesado del hafnio en el grupo 4 de la tabla periódica. Por lo cual debería formar con facilidad un ion hidratado Rf4+ en una solución de un ácido fuerte y debería formar complejos en soluciones de ácido hidroclórico, ácido hidrobrómico o ácido hidrofluórico.
Los estudios de química acuosa más concluyentes del rutherfordio han sido realizados por el equipo japonés del Instituto de Investigación de Energía Atómica de Japón utilizando el isótopo 261mRf. Los experimentos de extracción de soluciones de ácido clorhídrico que utilizan isótopos de rutherfordio, hafnio, circonio, así como el elemento del pseudo-grupo 4 torio han demostrado un comportamiento no actínido para el rutherfordio. Una comparación con sus homólogos más livianos colocó al rutherfordio firmemente en el grupo 4 e indicó la formación de un complejo de hexaclororutherfordato en soluciones de cloruro, de manera similar al hafnio y al zirconio.
261m
Rf4+
 + 6 Cl−
 → [261mRfCl
6]2−

Se observaron resultados muy similares en soluciones de ácido fluorhídrico. Las diferencias en las curvas de extracción se interpretaron como una afinidad más débil por el ion fluoruro y la formación del ion hexafluororutherfordato, mientras que los iones hafnio y zirconio forman un complejo de siete u ocho iones fluoruro en las concentraciones utilizadas.:
261m
Rf4+
 + 6 F−
 → [261mRfF
6]2−